# Olot (kommunhuvudort)
Olot är en kommunhuvudort i Spanien.   Den ligger i provinsen Província de Girona och regionen Katalonien, i den östra delen av landet, 500 km öster om huvudstaden Madrid. Olot ligger 438 meter över havet och antalet invånare är 33 524.
Terrängen runt Olot är kuperad.Runt Olot är det ganska glesbefolkat, med 42 invånare per kvadratkilometer. Olot är det största samhället i trakten. I omgivningarna runt Olot växer i huvudsak blandskog.